# سیارک ۳۴۵۸
سیارک ۳۴۵۸ (به انگلیسی: 3458 Boduognat، نامگذاری:1985RT3) سه هزار و چهارصد و پنجاه و هشتمین سیارک کشف شده‌است که در ۷ سپتامبر ۱۹۸۵ کشف شد.
قدر مطلق سیارک برابر ۱۲٫۸۰ است.